# Comté de Warren (Iowa)
Pour les articles homonymes, voir Warren et Comté de Warren.
Le comté de Warren est un comté de l'État de l'Iowa, aux États-Unis.